# Belén Iglesias
Belén Iglesias Marcos (* 6. Juli 1996 in Madrid) ist eine spanische Hockeyspielerin. Sie gewann 2019 Europameisterschaftsbronze.

## Sportliche Karriere
Belén Iglesias spielt beim Club de Campo Villa de Madrid.
2017 debütierte Iglesias in der Nationalmannschaft. 2019 bei der Europameisterschaft in Antwerpen gewannen die Spanierinnen ihre Vorrundengruppe vor den Niederländerinnen. Nach einer Halbfinalniederlage gegen die deutsche Mannschaft bezwangen die Spanierinnen im Spiel um den dritten Platz die Engländerinnen im Shootout. Iglesias war in allen fünf Spielen dabei und erzielte das Tor zum 1:0-Vorrundensieg über Russland. Zwei Jahre später bei der Europameisterschaft 2021 in Amstelveen lagen die Spanierinnen nach der Vorrunde hinter den Niederländerinnen punktgleich mit den Irinnen, bei gleicher Tordifferenz kamen die Spanierinnen nur wegen der mehr erzielten Tore ins Halbfinale und unterlagen dann den Deutschen. Im Spiel um den dritten Platz siegten die Belgierinnen mit 3:1. Iglesias war in allen fünf Spielen dabei, erzielte aber keinen Treffer. Wegen der COVID-19-Pandemie wurden die Olympischen Spiele in Tokio erst 2021 ausgetragen. Die Spanierinnen schieden im Viertelfinale gegen die Britinnen im Shootout aus. Nach der regulären Spielzeit hatte es 2:2 gestanden, wobei Iglesias den ersten Treffer für die Spanierinnen erzielt hatte.
Im Juli 2022 fand die Weltmeisterschaft in Terrassa und Amstelveen statt. Die Spanierinnen schieden im Viertelfinale gegen die australische Mannschaft aus. Iglesias war in allen fünf Spielen dabei und erzielte ihr einziges Tor im Vorrundenspiel gegen die Kanadierinnen. 2023 bei der Europameisterschaft in Mönchengladbach belegten die Spanierinnen den sechsten Platz und konnten nur knapp den Abstieg gegenüber den punktgleichen Schottinnen vermeiden. Im Sommer 2024 bei den Olympischen Spielen in Paris belegten die Spanierinnen in ihrer Vorrundengruppe den dritten Platz. Iglesias hatte im Spiel gegen Südafrika das einzige Tor zum 1:0-Sieg erzielt. Im Viertelfinale schieden die Spanierinnen gegen die Belgierinnen aus.
Das Spiel gegen Belgien bei den Olympischen Spielen 2024 war das 111. Länderspiel für Belén Iglesias.

## Familie
Beléns Bruder Álvaro Iglesias nahm ebenfalls für Spanien an olympischen Hockeyturnieren teil.